# Progonyleptes
Progonyleptes is een geslacht van hooiwagens uit de familie Gonyleptidae.
De wetenschappelijke naam Progonyleptes is voor het eerst geldig gepubliceerd door Roewer in 1913. 

## Soorten
Progonyleptes is monotypisch en omvat slechts de volgende soort:
- Progonyleptes borellii